# ヴェンカトラマン・ラマクリシュナン
ヴェンカトラマン・“ヴェンキ”・ラマクリシュナン（Venkatraman "Venki" Ramakrishnan, タミル語: வெங்கட்ராமன் ராமகிருஷ்ணன், 1952年4月5日 - ）は、インド出身でイングランド・ケンブリッジのMRC分子生物学研究所で活動する構造生物学者。2009年、リボソームの構造と機能に関する研究の功績によりノーベル化学賞を受賞した。

## 経歴

### 生い立ち
インド・タミル・ナードゥ州カダルール県チダンバラムに生まれる。
3歳でグジャラート州のヴァドーダラーに移り、オーストラリア・アデレードで過ごした1960年から1961年をはさみ、現地の学校で学んだ。インド工科大学への進学を目指したが、構成校の入学試験すべてで不合格となり、タミル・ナードゥ州ヴェールールにあるChristian Medical Collegeの入学試験にも失敗し、ヴァドーダラーのマハラジャ・サヤジラオ大学で学んだ。ここでPre-Scienceの課程を終えた後、National Science Talent Scholarshipを受けたラマクリシュナンは同大学で学部時代を過ごし、1971年に物理学で学士号 (B.Sc.) を取得した。
大学卒業後、アメリカ合衆国に渡ったラマクリシュナンはオハイオ大学に学び、1976年に物理学でPh.D.を取得した。その後2年間カリフォルニア大学サンディエゴ校の大学院生として生物学を学び、理論物理学から生物学の世界へ鞍替えするに至った。

### 業績
イェール大学のピーター・ムーアの下でポスドク研究員に就任後、リボソームに関する研究を始めた。ポスドク研究員としての任期を終えた当初、ラマクリシュナンはアメリカ国内で50近くの大学に申請したものの、教職を得ることができなかった。
1983年から1995年まで、ブルックヘブン国立研究所でスタッフサイエンティストとして勤務し、リボソームの研究を続けた。1995年、彼はユタ大学の生化学教授に就任し、1999年にはMRC分子生物学研究所に移り、現在のポジションに就任した。
1999年、ラマクリシュナンの研究室はリボソームの30Sサブユニットの5.5オングストローム分解構造を発表した。翌年には、リボソームの30Sサブユニット、及びいくつかの抗生物質との複合体の完全な原子構造の決定に成功した。この業績は、タンパク質生合成に忠実性（フィデリティ）を保証するメカニズムに関する知見を与える構造研究へと繋がった。さらに近年になると、ラマクリシュナンの研究室はtRNAやmRNAが結合して複合体となったリボソーム全体の原子構造を決定した。ラマクリシュナンは、ヒストンやクロマチンの構造に関する研究によってもその名が知られている。

## 栄誉
ラマクリシュナンは王立協会のフェロー、欧州分子生物学機構 (EMBO) や米国科学アカデミーの会員、ケンブリッジ大学トリニティ・カレッジのフェローを務めている。2007年にスイスのルイ＝ジャンテ医学賞、2008年にはイギリス生科学会からHeatley Medal of the British Biochemical Societyを受賞し、2009年にはフランクフルト大学のロルフ＝サメット教授職を得た。2009年、ノーベル化学賞をトーマス・A・スタイツおよびアダ・ヨナスと共同で受賞し、2010年にはインド国民にとって2番目に高位の栄誉章（英: Padma Vibhushan）を授与された。2015年からは王立協会の会長を務めている。2022年、旭日重光章、メリット勲章受章。

## 私生活
妻ヴェラ・ローゼンベリーは、子供向けの本を書く作家であり、挿絵も描いている。継娘タニャ・カプカはオレゴン州で医者を営んでおり、息子ラマン・ラマクリシュナンはニューヨークを拠点に活動するチェリストであり、ディーダラス四重奏団 (Daedalus Quartet) で演奏している。

## 発表論文
発表論文の完全なリストは http://www.mrc-lmb.cam.ac.uk/ribo/homepage/ramak/ramak_publications.html で確認できる。